# Đặc khu hành chính
Khu hành chính đặc biệt hay là đặc khu hành chính (tiếng Anh: special administrative region), là một loại đơn vị hành chính của một số quốc gia trên thế giới.

## Danh sách đặc khu hành chính

### Trung Quốc
- Trung Quốc
  - Hồng Kông
  - Ma Cao

### Cộng hòa Dân chủ Nhân dân Triều Tiên
- Sinŭiju
- Kumgangsan
- Kaesong

### Indonesia
- Aceh, vùng đặc biệt với tên Nanggroe Aceh Darussalam (Đặc khu hành chính Aceh)
- Đông Timor (bây giờ là một quốc gia độc lập)
- Yogyakarta, Đặc khu hành chính Yogyakarta (đây là tỉnh duy nhất ở Indonesia với có người đứng đầu là một tiểu vương)
- Papua (đã được đề nghị, bây giờ là một tỉnh)

### Philippines
- Đặc khu hành chính Cordillera (bắt đầu từ năm 1987)

### Việt Nam
- Đặc khu (Việt Nam)